# Madrid, 1987
Madrid, 1987 és una pel·lícula espanyola de drama del 2011 escrita i dirigida per David Trueba. És protagonitzada per José Sacristán com un vell periodista amargat i que intenta seduir una jove estudiant de periodisme interpretada per María Valverde. Es va rodar en dotze dies a Madrid. La inspiració de la pel·lícula va venir de les experiències de l'escriptor-director David Trueba com a jove periodista a Espanya als anys vuitanta.

## Estrena
Fou estrenada a la secció Zabaltegi del Festival Internacional de Cinema de Sant Sebastià 2011. L'estrena internacional es va produir al Festival de Sundance de 2011, on fou nominada al gran premi del jurat. Breaking Glass Pictures la va llençar en edició de vídeo casolà el 26 de febrer de 2013.

## Sinopsi
Miguel (José Sacristán), un veterà articulista temut i respectat, i Ángela (María Valverde), una jove estudiant universitària, es queden tancats en un bany, situació que dona peu a un enfrontament generacional. Ella es va trobar, en els vuitanta, amb una democràcia ja consolidada, mentre que ell forma part dels privilegiats que ho havien aconseguit tot.

## Repartiment
- José Sacristán - Miguel
- María Valverde - Ángela
- Ramon Fontserè - Luis

## Nominacions i premis
57a edició dels Premis Sant Jordi de Cinematografia
| Categoria    | Nominats       | Resultat  |
| ------------ | -------------- | --------- |
| Millor actor | José Sacristán | Guanyador |

Medalles del Cercle d'Escriptors Cinematogràfics
| Categoria    | Persona        | Resultat |
| ------------ | -------------- | -------- |
| Millor actor | José Sacristán | Nominat  |

Premis Cinematogràfics José María Forqué
| Categoria    | Persona        | Resultat  |
| ------------ | -------------- | --------- |
| Millor actor | José Sacristán | Guanyador |